# Mount Palmer, Antarktis
Mount Palmer är ett berg i Antarktis. Det ligger i Västantarktis. Inget land gör anspråk på området. Toppen på Mount Palmer är 60 meter över havet.
Terrängen runt Mount Palmer är kuperad söderut, men åt nordväst är den platt. Havet är nära Mount Palmer åt nordost. Trakten är obefolkad. Det finns inga samhällen i närheten.